# Musica animale
Musica animale è un singolo del gruppo musicale italiano Benji & Fede, pubblicato il 7 giugno 2024 come primo estratto dal quinto album in studio Rewind.

## Descrizione
Il brano, scritto dallo stesso duo musicale con Tommaso Paradiso, è prodotto da Simon Says!.

## Video musicale
Il video musicale, diretto dal duo YouNuts! composto da Antonio Usbergo e Niccolò Celaia, è stato pubblicato in concomitanza all'uscita del singolo attraverso il canale YouTube del duo musicale.

## Tracce
Testi di Benjamin Mascolo, Federico Rossi e Tommaso Paradiso, musiche di Alessandro Merli, Fabio Clemente e Stefano Tognini.
1. Musica animale – 3:02